# Chamelaucium uncinatum
Espèce
Classification phylogénétique
Chamelaucium uncinatum  est une espèce de plantes à fleurs de la famille des Myrtaceae endémique originaire d'Australie-Occidentale.

## Description
C'est un buisson de 0,5 à 4 mètres de haut. Les feuilles sont falciformes d'où l'épithète spécifique, le mot uncinatum signifiant "courbé" en latin.
Les fleurs qui ressemblent un peu à celles de l'arbre à thé se conservent longtemps après avoir été coupées ce qui a rendu la plante populaire en horticulture. Elle est très cultivée en Australie à la fois dans les jardins particuliers et dans l'industrie horticole. Des cultivars ont été développés.

## Noms vernaculaires
En Australie, cette plante est vendue sous le nom "Wax", et en France comme fleur de cire, waxflower, ou bien encore Fleur de cire de Geraldton .

## Culture
La plante est relativement résistante et facile à cultiver en climat méditerranéen dans un sol neutre à acide, sablonneux bien drainé et en terrain ensoleillé, mi-ombre. Elle peut être cultivée dans des zones plus humides comme à Sydney mais sa durée de vie est plus courte. Elle est aussi facile à cultiver en pot, mais reste cependant peu rustique (-5°, voire -8° suivant les pépiniéristes). Elle a tendance à retomber et a besoin d'être tuteurée. Elle est très résistante à la sécheresse et a des feuilles parfumées.

## Floraison et cultivars
Petites fleurs blanches à pourpres dans la nature à cinq pétales qui fleurissent au printemps, en gros de février à juin, suivant les cultivars.
De nombreux cultivars sont disponibles dans le commerce. Alors que dans la nature, les fleurs sont blanches avec différentes nuances de mauve, les variétés cultivées sont plutôt rouge foncé comme :
- Chamelaucium 'Early Purple'
- Chamelaucium 'Purple Pride'

Il existe cependant des cultivars blancs comme :
- Chamelaucium uncinatum "Moonlight Delight"

## Galerie

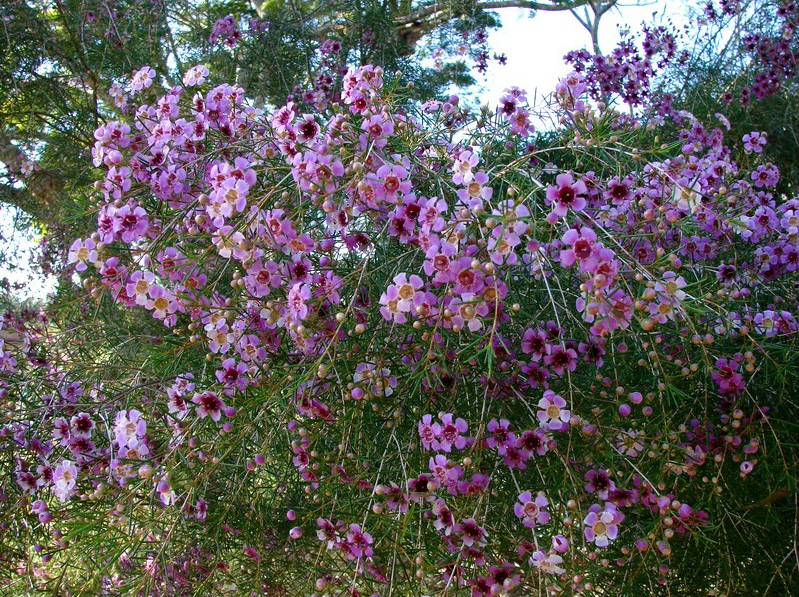
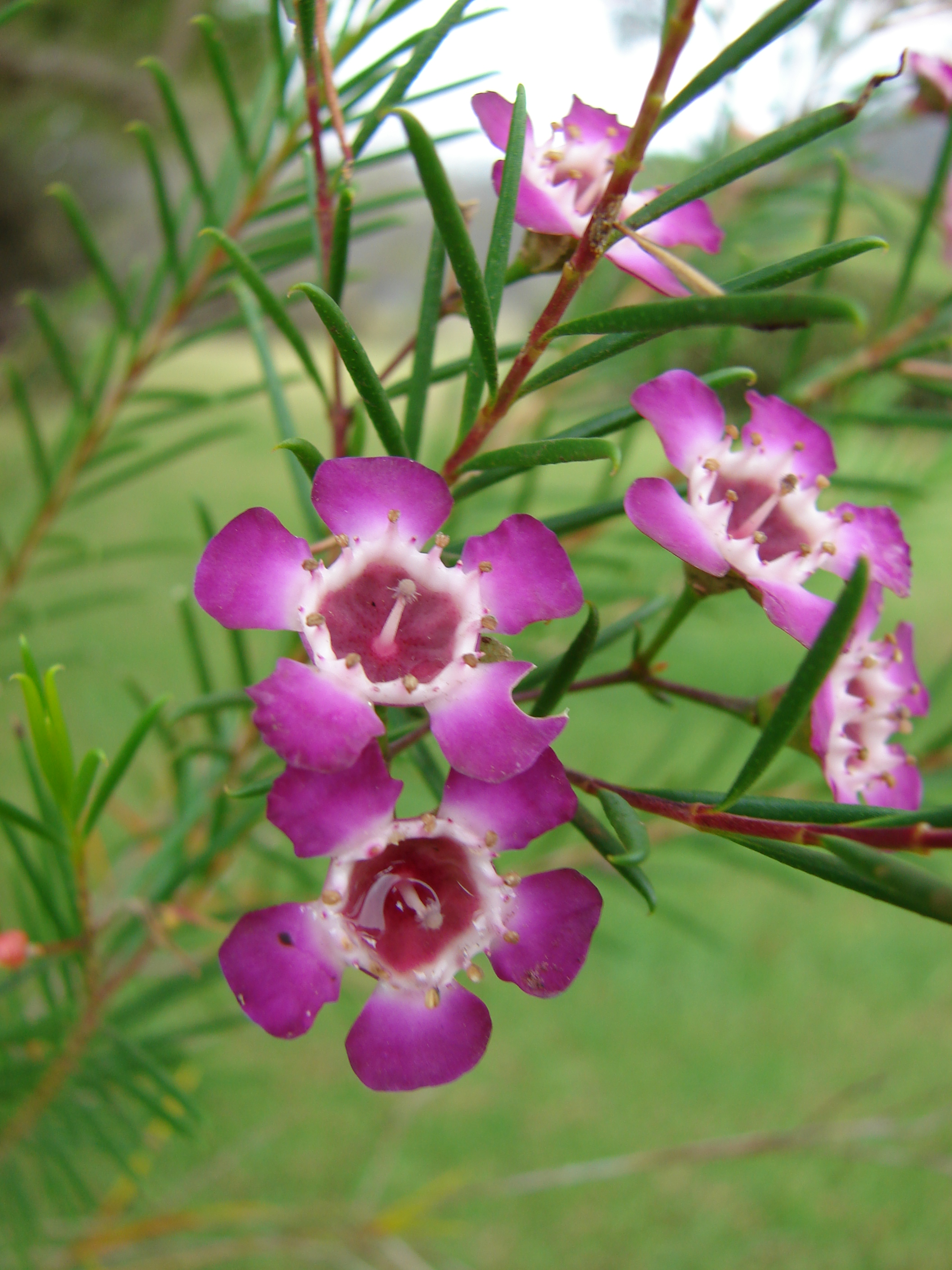
Fleurs
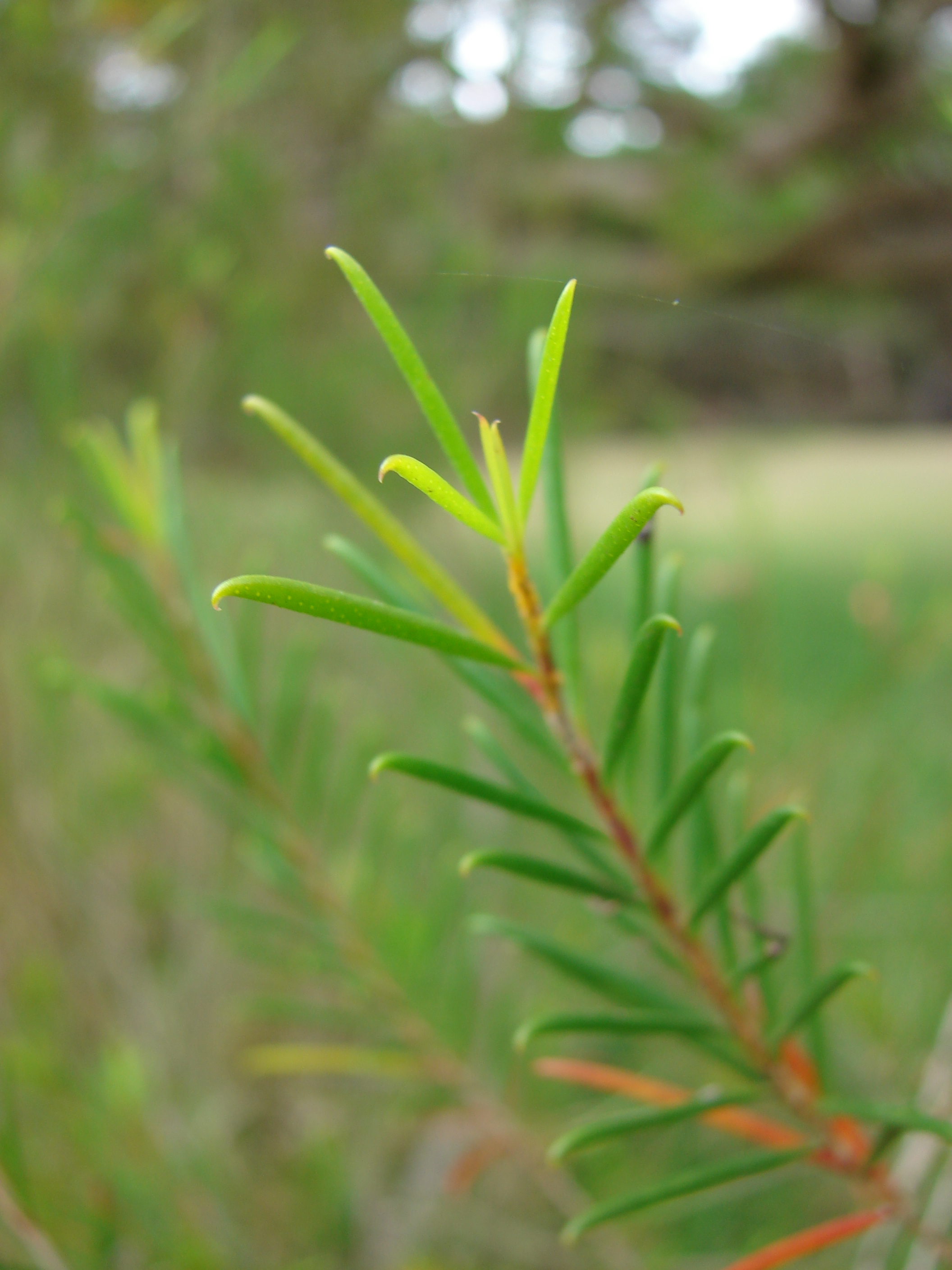
Feuilles